# Nicaragua en los Juegos Olímpicos de Múnich 1972
Nicaragua estuvo representada en los Juegos Olímpicos de Múnich 1972 por ocho deportistas, siete hombres y una mujer, que compitieron en tres deportes.
El portador de la bandera en la ceremonia de apertura fue el atleta Donald Vélez. El equipo olímpico nicaragüense no obtuvo ninguna medalla en estos Juegos.